# ميخائيل س. فينيغان
ميخائيل س. فينيغان (بالإنجليزية: Michael C. Finnegan)‏ هو خبير مالي ومحامي أمريكي، ولد في 1955 في بيكسكيل في الولايات المتحدة.